# Liste von Terroranschlägen in Belarus
Die Liste von Terroranschlägen in Belarus beinhaltet eine Übersicht über in Belarus geschehene Terroranschläge.

## Erläuterung
In der Spalte Politische Ausrichtung ist die politische bzw. weltanschauliche Einordnung der Täter angegeben: faschistisch, rassistisch, nationalistisch, nationalsozialistisch, sozialistisch, kommunistisch, antiimperialistisch, islamistisch (schiitisch, sunnitisch, deobandisch, salafistisch, wahhabitisch), hinduistisch. Bei vorrangig auf staatliche Unabhängigkeit oder Autonomie zielender Ausrichtung ist autonomistisch vorangestellt, gefolgt von der Region oder der Volksgruppe und ggf. weiteren Merkmalen der Täter: armenisch, irisch (katholisch), kurdisch, tirolisch, tschetschenisch, dagestanisch, punjabisch (sikhistisch), palästinensisch.
Die Opferzahlen der Anschläge werden farbig dargestellt:

## Liste
| Datum/Beginn   | Stadt | Anschlag                     | Täter | Politische Ausrichtung | Mittel     | Ziel                  | Tote | Verletzte | Hintergrund |
| -------------- | ----- | ---------------------------- | ----- | ---------------------- | ---------- | --------------------- | ---- | --------- | ----------- |
| 04. Juli 2008  | Minsk | [ 1 ]                        |       |                        | Sprengsatz | Konzertbesucher       | 0    | 50        |             |
| 11. April 2011 | Minsk | Anschlag auf die Metro Minsk |       |                        | Sprengsatz | U-Bahnhof, Zivilisten | 15   | 204       |             |